# Adriana Paz
Adriana Paz (Città del Messico, 13 gennaio 1980) è un'attrice messicana.

## Biografia
Ha iniziato la carriera d'attrice in Spagna, recitando in spot pubblicitari e spettacoli teatrali. 
Per la sua interpretazione nel film messicano Rudo y Cursi è stata candidata nel 2009 ai premi Ariel come migliore attrice non protagonista. In seguito, ha recitato prevalentemente in televisione, tra cui nella serie spagnola Vis a vis - Il prezzo del riscatto. Per la sua interpretazione da protagonista ne La tirisia (2014), ha vinto il premio Ariel per la miglior attrice, mentre per Hilda (2015) e La caridad (2016) ha vinto due Ariel consecutivi come migliore attrice non protagonista. Nel 2017, la sua interpretazione nel film spagnolo Il movente le è valsa una candidatura al premio Goya per la migliore attrice rivelazione. 
Con il film di Jacques Audiard Emilia Pérez è stata premiata al Festival di Cannes 2024 come migliore attrice; premio condiviso con Selena Gomez, Karla Sofía Gascón e Zoe Saldana.

## Filmografia parziale

### Cinema
- Rudo y Cursi, regia di Carlos Cuarón (2008)
- Spectre, regia di Sam Mendes (2015)
- Il movente (El autor), regia di Manuel Martín Cuenca (2017)
- Chupa, regia di Jonas Cuarón (2023)
- Uno dovrà morire (Uno para morir), regia di Manolo Cardona (2023)
- Emilia Pérez, regia di Jacques Audiard (2024)

### Televisione
- Capadocia – serial TV, 1 puntata (2010)
- La rosa de Guadalupe – serial TV, 3 puntate (2015)
- Vis a vis - Il prezzo del riscatto (Vis a vis) – serie TV, 15 episodi (2018-2019)
- Sparita nel nulla (Perdida) – serie TV, 11 episodi (2020)
- Coyote – serie TV, 6 episodi (2021)

## Riconoscimenti
- Festival di Cannes
  - 2024 – Prix d'interprétation féminine per Emilia Pérez (condiviso con Selena Gomez, Karla Sofía Gascón e Zoe Saldana)[2]
- Premio Goya
  - 2018 – Candidata alla migliore attrice rivelazione per Il movente
- Premio Ariel
  - 2009 – Candidata alla miglior attrice non protagonista per Rudo y Cursi
  - 2009 – Miglior attrice per La tirisia
  - 2009 – Miglior attrice non protagonista per Hilda
  - 2009 – Miglior attrice non protagonista per La caridad
- Screen Actors Guild Award
  - 2025 - Candidatura al miglior cast cinematografico per Emilia Pérez

## Doppiatrici italiane
Nelle versioni in italiano delle opere in cui ha recitato, Adriana Paz è stata doppiata da:
- Vittoria Balasco ne Il movente
- Alessandra Chiari in Coyote
- Ilaria Egitto in Sparita nel nulla
- Chiara Gioncardi in Chupa
- Alessia Amendola in Emilia Pérez